# Ed Hamm
Edward Barton "Ed"/"Eddie" Hamm, född den 13 april 1906 i Lonoke i Arkansas, död den 25 juni 1982 i Albany i Oregon, var en amerikansk friidrottare som främst tävlade i längdhopp.
Hamm studerade vid Georgia Tech och vann de amerikanska studentmästerskapen (NCAA) både 1927 och 1928. Det senare året segrade han även i det kombinerade amerikanska mästerskapet/OS-uttagningarna med det nya världsrekordet 7,90 meter (som även kom att bli hans slutliga personliga rekord). 
Till olympiska sommarspelen 1928 i Amsterdam kom således Hamm som förhandsfavorit, ett favoritskap som han också kom att infria. Den regerande mästaren William DeHart Hubbard hade problem med en ankelskada och kunde inte göra sig själv rättvisa. Tävlingen blev en ganska komfortabel historia för Hamm, som segrade på det nya olympiska rekordet 7,73 meter, före Haitis Silvio Cator (7,58 meter) och landsmannen Alfred Bates (7,40 meter).
Hamm förlorade för övrigt världsrekordet till Cator bara kort tid efter OS, då denne hoppade 7,93 meter i Paris, ett resultat som för övrigt fortfarande står som haitiskt rekord.